# Causse-de-la-Selle
Causse-de-la-Selle è un comune francese di 342 abitanti situato nel dipartimento dell'Hérault nella regione dell'Occitania.

## Società

### Evoluzione demografica
Abitanti censiti